# Julia Dujmovits
Julia Dujmovits (Güssing, 12 juni 1987) is een Oostenrijkse snowboardster. Ze vertegenwoordigde haar vaderland op de Olympische Winterspelen 2014 in Sotsji en op de Olympische Winterspelen 2018 in Pyeongchang.

## Carrière
Bij haar wereldbekerdebuut, in oktober 2003 in Sölden, scoorde Dujmovits direct wereldbekerpunten. In januari 2006 behaalde ze in Kreischberg haar eerste toptienklassering in een wereldbekerwedstrijd, twee maanden later stond de Oostenrijkse in Furano voor de eerste keer op het podium van een wereldbekerwedstrijd. Op 16 december 2007 boekte Dujmovits in Nendaz haar eerste wereldbekerzege.
Op de FIS wereldkampioenschappen snowboarden 2011 in La Molina eindigde Dujmovits als tiende op zowel de parallelslalom als op de parallelreuzenslalom. In Stoneham nam de Oostenrijkse deel aan de FIS wereldkampioenschappen snowboarden 2013. Op dit toernooi sleepte ze de zilveren medaille in de wacht op de parallelreuzenslalom en eindigde ze als tiende op de parallelslalom. Tijdens de Olympische Winterspelen van 2014 in Sotsji veroverde ze de eerste gouden medaille op de parallelslalom voor vrouwen, op de parallelreuzenslalom eindigde ze op de 29e plaats.
Op de FIS wereldkampioenschappen snowboarden 2015 in Kreischberg legde Dujmovits, op de parallelslalom, beslag op de zilveren medaille. Op de parallelreuzenslalom eindigde ze op de dertiende plaats. In de Spaanse Sierra Nevada nam de Oostenrijkse deel aan de FIS wereldkampioenschappen snowboarden 2017. Op dit toernooi eindigde ze als vijfde op de parallelslalom en als zesde op de parallelreuzenslalom. Tijdens de Olympische Winterspelen van 2018 in Pyeongchang eindigde ze als twaalfde op de parallelreuzenslalom.

### Comeback
Dujmovits stopte na afloop van het seizoen 2017/2018 met snowboarden. In de herfst van 2020 kondigde de Oostenrijkse haar comeback aan. Op de FIS wereldkampioenschappen snowboarden 2021 in Rogla behaalde ze de bronzen medaille op de parallelreuzenslalom, op de parallelslalom eindigde ze op de zevende plaats.

## Resultaten

### Olympische Spelen
| Jaar | Plaats      | Resultaten                                |
| ---- | ----------- | ----------------------------------------- |
| 2014 | Sotsji      | Parallelslalom · 29e Parallelreuzenslalom |
| 2018 | Pyeongchang | 12e Parallelreuzenslalom                  |

### Wereldkampioenschappen
| Jaar | Plaats        | Resultaten                                  |
| ---- | ------------- | ------------------------------------------- |
| 2011 | La Molina     | 10e Parallelslalom 10e Parallelreuzenslalom |
| 2013 | Stoneham      | 10e Parallelslalom · Parallelreuzenslalom   |
| 2015 | Kreischberg   | Parallelslalom · 13e Parallelreuzenslalom   |
| 2017 | Sierra Nevada | 5e Parallelslalom 6e Parallelreuzenslalom   |
| 2021 | Rogla         | 7e Parallelslalom · Parallelreuzenslalom    |

### Wereldbeker
Eindklasseringen
| Seizoen   | Algm | PAR   | PGS   | PSL | SBX |
| --------- | ---- | ----- | ----- | --- | --- |
| 2003/2004 | –    | 75e   | –     | –   | 70e |
| 2004/2005 | 25e  | 48e   | –     | –   | 51e |
| 2005/2006 | 49e  | 22e   | –     | –   | 40e |
| 2006/2007 | 34e  | 20e   | –     | –   | –   |
| 2007/2008 | 14e  | 7e    | –     | –   | –   |
| 2008/2009 | 39e  | 18e   | –     | –   | –   |
| 2009/2010 | 26e  | 15e   | –     | –   | –   |
| 2010/2011 | 9e   | 6e    | –     | –   | –   |
| 2011/2012 | –    | Brons | –     | –   | –   |
| 2012/2013 | –    | 10e   | 12e   | 6e  | –   |
| 2013/2014 | –    | Brons | 4e    | 5e  | –   |
| 2014/2015 | –    | 5e    | 5e    | 7e  | –   |
| 2015/2016 | –    | 7e    | 9e    | 7e  | –   |
| 2016/2017 | –    | 6e    | 6e    | 8e  | –   |
| 2017/2018 | –    | 4e    | Brons | 10e | –   |

Wereldbekerzeges
| Datum            | Plaats    | Onderdeel            |
| ---------------- | --------- | -------------------- |
| 16 december 2007 | Nendaz    | Parallelslalom       |
| 15 december 2011 | Telluride | Parallelreuzenslalom |
| 27 februari 2015 | Asahikawa | Parallelreuzenslalom |
| 28 januari 2018  | Bansko    | Parallelreuzenslalom |